# Szyrkowo (rejon konyszowski)
Szyrkowo (ros. Ширково) – wieś (ros. село, trb. sieło) w zachodniej Rosji, w sielsowiecie prilepskim rejonu konyszowskiego w obwodzie kurskim.

## Geografia
Miejscowość położona jest nad rzeką Prutiszcze w dorzeczu Sejmu, 9 km od centrum administracyjnego sielsowietu (Prilepy), 8,5 km na południowy zachód od centrum administracyjnego rejonu (Konyszowka), 66 km na zachód od Kurska.
W miejscowości znajduje się 275 posesji.
Klimat
Miejscowość, jak i cały rejon, znajduje się w strefie klimatu kontynentalnego z łagodnym ciepłym latem i równomiernie rozłożonymi opadami rocznymi (Dfb w klasyfikacji klimatów Köppena).

## Demografia
W 2010 r. miejscowość zamieszkiwało 266 osób.